# Freddy Schauwecker

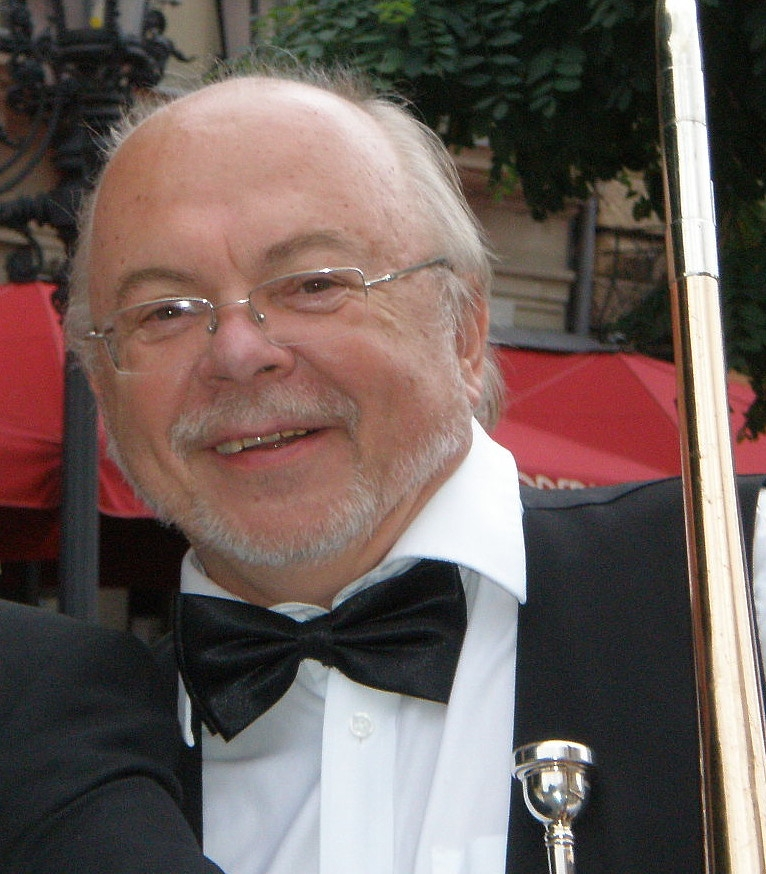
Freddy Schauwecker (2009)

Freddy Schauwecker (* 1943) ist ein deutscher Jazzmusiker (Posaune, Bandleader), Werbefachmann und Autor.
Schauwecker stammt aus einem musikalischen Elternhaus und begeisterte sich bereits in jungen Jahren für den New Orleans Jazz; Ende der 1950er Jahre lernte er Jazz-Posaune zu spielen. Seine Vorbilder waren Kid Ory und Chris Barber. Er absolvierte nach der Schulzeit eine werbefachliche Ausbildung. Nach dem Wehrdienst bei der Bundeswehr arbeitete er in Düsseldorf bei einem englischen Großunternehmen der Pharmaindustrie als Werbeleiter, anschließend als Marketing-Manager für den Kommunikationsbereich eines weltweit agierenden amerikanischen Konzerns für Verfahrenstechnik. 
1962 wurde er als Amateur-Musiker aktiv, häufig spielte er anfangs mit Udo Lindenberg, der bei ihm kurzzeitig wohnte. 1968 gründete er sein The Jolly Jazz Orchestra, das noch 2022 bestand und sich dem Dixieland und Swing widmete. Mit dieser Band trat Schauwecker 1993 in New Orleans auf. Weitere Gastspiele gab die Band, die nach einer Single (1975) fünfzehn Alben und DVDs veröffentlicht hat, unter anderem auf den Azoren, den Kanarischen Inseln und in China.
In den letzten Jahren sprach Schauwecker mit Musikern und Zeitzeugen des traditionellen Jazz und sammelte Informationen, die er in der Fachpresse und in seinem Buch So war’s wirklich (2013) präsentierte. Mit seiner Band trat er 2014 bei drei Auftritten von Udo Lindenberg in der Düsseldorfer Sport-Arena auf. 2015 erschien eine aktualisierte Version des Buches mit dem Titel Let’s go to the very Best of Jazz; eine spätere Version von 2019 hatte den Titel Back to the Roots of Jazz: Die grandiosen Storys der legendären Titel (seit 2021 in veränderter Form unter dem Titel Gute Jazzgeschichten: Von Leidenschaft und Enthusiasmus).